# Người Croatia
Người Croatia (/kroʊæt, kroʊɑːt/; tiếng Croatia: Hrvati, phát âm [xrʋăːti]) là một dân tộc Nam Slavic tại giao lộ của Trung Âu và Đông Nam Âu, và Địa Trung Hải. Người Croatia chủ yếu sinh sống ở Croatia và Herzegovina và cũng được công nhận là cộng đồng thiểu số ở Áo, Cộng hòa Séc, Hungary, Italia, Montenegro, Romania, Serbia, và Slovakia. Phản ứng lại với sức ép kinh tế, xã hội và chính trị, nhiều người Croatia đã di cư khắp thế giới và đã thiết lập một cộng đồng người gốc Croatia.
Ở những nơi khác ở châu Âu có những cộng đồng lớn hơn trong Đức, Áo, Thụy Sĩ, Pháp, và Ý. Bên ngoài châu Âu, thậm chí có nhiều cộng đồng người Croatia đáng kể trong Hoa Kỳ, Canada, Chile, Argentina, và Úc.
Người Croatia đã được ghi nhận cho sự đa dạng văn hóa của họ, mà đã chịu ảnh hưởng bởi một số nền văn hóa lân cận qua các thời đại. Người Croatia là chủ yếu Công giáo La Mã. Tiếng Croatia là chính thức tại Croatia và Bosnia và Herzegovina, cũng như trong Liên minh châu Âu, và là một ngôn ngữ thiểu số được công nhận trong các cộng đồng tại chỗ Croatian và thiểu số ở Montenegro, Áo (Burgenland), Ý (Molise), Romania (Carasova, Lupac) và Serbia (Vojvodina).